# Tina Truog-Saluz
Tina Truog-Saluz (* 10. Dezember 1882 in Chur; † 25. März 1957 ebenda) war eine Schweizer Publizistin, Schriftstellerin und Lyrikerin.

## Leben und Werk
Tina Truog-Saluz war die Tochter des aus dem Engadin stammenden Bau- und Bahningenieurs und späteren Churer Kantonsoberingenieurs Peter Otto Saluz (1847–1914) und der Cornelia, geborene Schulthess. Diese war die Schwester von Edmund Schulthess und Wilhelm Schulthess.
Die ersten fünf Lebensjahre verbrachte Tina Truog-Saluz mit ihren zwei Schwestern in Chur. Als der Vater in Bern eine neue Anstellung annahm, lebte die Familie für mehrere Jahre in Bern. In Bern absolvierte Tina Truog-Saluz die Primar- und Sekundarschule. Die Sommerferien verbrachte sie jeweils im Elternhaus ihres Vaters, «Casa Saluz» in Baselgias, in Lavin. Tina Truog-Saluz litt seit ihrer Jugend an Atemwegserkrankungen und war dadurch oft bettlägerig.
Nachdem die Familie wieder nach Chur gezogen war, wurde sie bei Leonhard Ragaz konfirmiert. Ragaz prägte auch ihr religiöses Bewusstsein und ihr späteres soziales Engagement. Tina Truog-Saluz besuchte das Lehrerseminar in Chur und schloss es 1901 erfolgreich ab. Nachdem sie am Gymnasium in Genf für ein Jahr hospitiert hatte, lebte sie längere Zeit in Florenz, wo sie engen Kontakt zu den dort lebenden Bündnern und Engadinern pflegte.
Tina Saluz heiratete 1906 den Churer Drogisten und Mitinhaber der «Drogerie zum Raben» Werner Gaudenz Leonhard Truog. Durch die Heirat wurde sie Bürgerin von Schiers, Grüsch und Chur. Ihr einziges Kind, Gaudenz Otto, kam 1908 auf die Welt. Dieser heiratete später die in Bergün und Celerina aufgewachsene Emma, geborene Juvalta. 1940 wurde Tina Truog-Saluz Grossmutter.
Die Wintermonate verbrachte Tina Truog-Saluz im Haus ihres Schwagers an der Loëstrasse in Chur und die Sommermonate in Lavin. Später lebte die Familie auch einige Zeit im Wohntrakt des ehemaligen «Hotels Steinbock», des heutigen «Hotels Chur». Während des Zweiten Weltkriegs lebte die Familie längere Zeit in Lavin, wo sie sich oft mit der dort lebenden Freundin Silva Peer-Wieser traf. Sie war die Mutter von Andri Peer und Oscar Peer. In Lavin hatte sie auch Kontakt zu Peider Lansel, der bisweilen in Lavin verkehrte, und wohl auch zu dem mit ihm eng befreundeten Pfarrer und Schriftsteller Schimun Vonmoos (1868–1940) aus Ramosch.
Nachdem Tina Truog-Saluz 1918 ihre Kurzgeschichten in lokalen Zeitungen hatte veröffentlichen können, gewann das Schreiben ab 1920 für sie zunehmend an Bedeutung, und es entstanden verschiedene Romanentwürfe. Die Mütter und mütterlich handelnde Frauen wurden in ihren späteren Texten zu zentralen Figuren. Tina Truog-Saluz verfasste als dominant auftretende Frau und Autorin immer wieder Rezensionen zu schweizerischen Buch-Neuerscheinungen, u. a. im Bücherblatt und in der Neuen Zürcher Zeitung. Zudem war sie Mitglied im Schweizerischen Schriftstellerverein (SSV) und pflegte auch Kontakt zu den kulturell engagierten Frauen im 1914 in Genf gegründeten «Schweizerischen Lyceum-Club» (Lyceum de Suisse).
Ihren ersten Romanerfolg erlebte Tina Truog-Saluz 1920 mit Peider Andri. Der Roman wurde von Friedrich Reinhardt verlegt, mit dem sie, wie auch mit der Verlagsmitarbeiterin Ida Frohnmeyer, freundschaftlich verbunden war. In den folgenden Jahren veröffentlichte sie weitere zwölf Romane und vier Erzählbände im Friedrich Reinhardt Verlag und gehörte in den Jahren 1920 bis 1960, auch dank ihrem Durchsetzungsvermögen und dem renommierten Verlag, zu den bekanntesten Autoren der Schweiz.
Tina Truog-Saluz sammelte romanische Bücher, Möbel und Volkskunst. Ihr fundiertes Wissen für ihre Romane entnahm sie Geschichtsbüchern, Chroniken, Schriften zur Landeskultur und Gesprächen mit Historikerfreunden. So pflegten sie und ihr Mann in Chur intensive Kontakte mit Historikern und historisch Interessierten in der «Historischen Gesellschaft». Sie waren u. a. mit Erwin Poeschel, dem Kantonsschulprofessor und Historiker Friedrich Pieth, dem Kantonsschulprofessor und Germanisten Paul Brunner und mit Pfarrer und Ahnenforscher Bertogg aus Trin befreundet. Tina Truog-Saluz’ Werke gelten in der Engadiner volkskundlichen Forschung als wichtiges Quellenmaterial.
Tina Truog-Saluz engagierte sich für die Verbesserung der Lebenssituation berufstätiger Frauen durch Betreuungsmöglichkeiten für ihre Kinder, die Hilfestellung an Frauen im Rahmen der Bahnhofsmission, die Verbesserung der Ausbildung von in traditionellen Berufen tätigen Frauen und die Aufklärung von Familienfrauen in gesundheitlichen Belangen. Tina Truog-Saluz war ab 1923 in der evangelischen Kirchgemeinde in Chur engagiert und war von 1927 bis 1933 Präsidentin des Bündner Frauenvereins.
Tina Truog-Saluz erhielt 1936 die mit 1000 Schweizer Franken dotierte Ehrengabe der Schweizerischen Schillerstiftung. Anlässlich ihres 70. Geburtstages verlieh Lavin, die Heimatgemeinde ihres Vaters, ihr das Ehrenbürgerrecht.
Die weitgehend unveröffentlichten Gedichte von Tina Truog-Saluz entstanden mehrheitlich in den Jahren 1952 und 1953.
Tina Truog-Saluz’ letzte Lebensjahre waren durch zahlreiche Altersbeschwerden und Spitalaufenthalte gezeichnet. Im Alter von 75 Jahren verstarb sie im Belegspital des Altersheims Kantengut. Ihr Mann verstarb neun Wochen später. Tina Truog-Saluz’ Nachlass verwaltet die Urenkelin Patricia Ursina Carl.